# Lijst van personen die zichzelf gedood hebben
Dit is een (onvolledige) lijst van bekende personen die zelf een einde aan hun leven maakten.
Het jaartal waarin de zelfdoding plaatsvond, staat tussen haakjes.

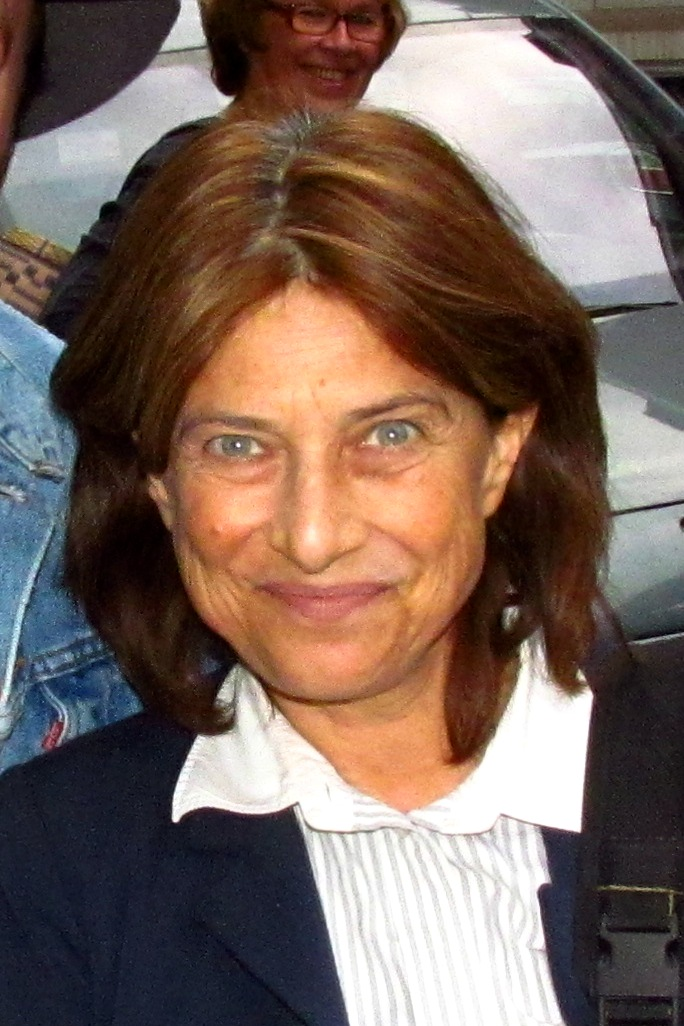
Chantal Akerman,
2015

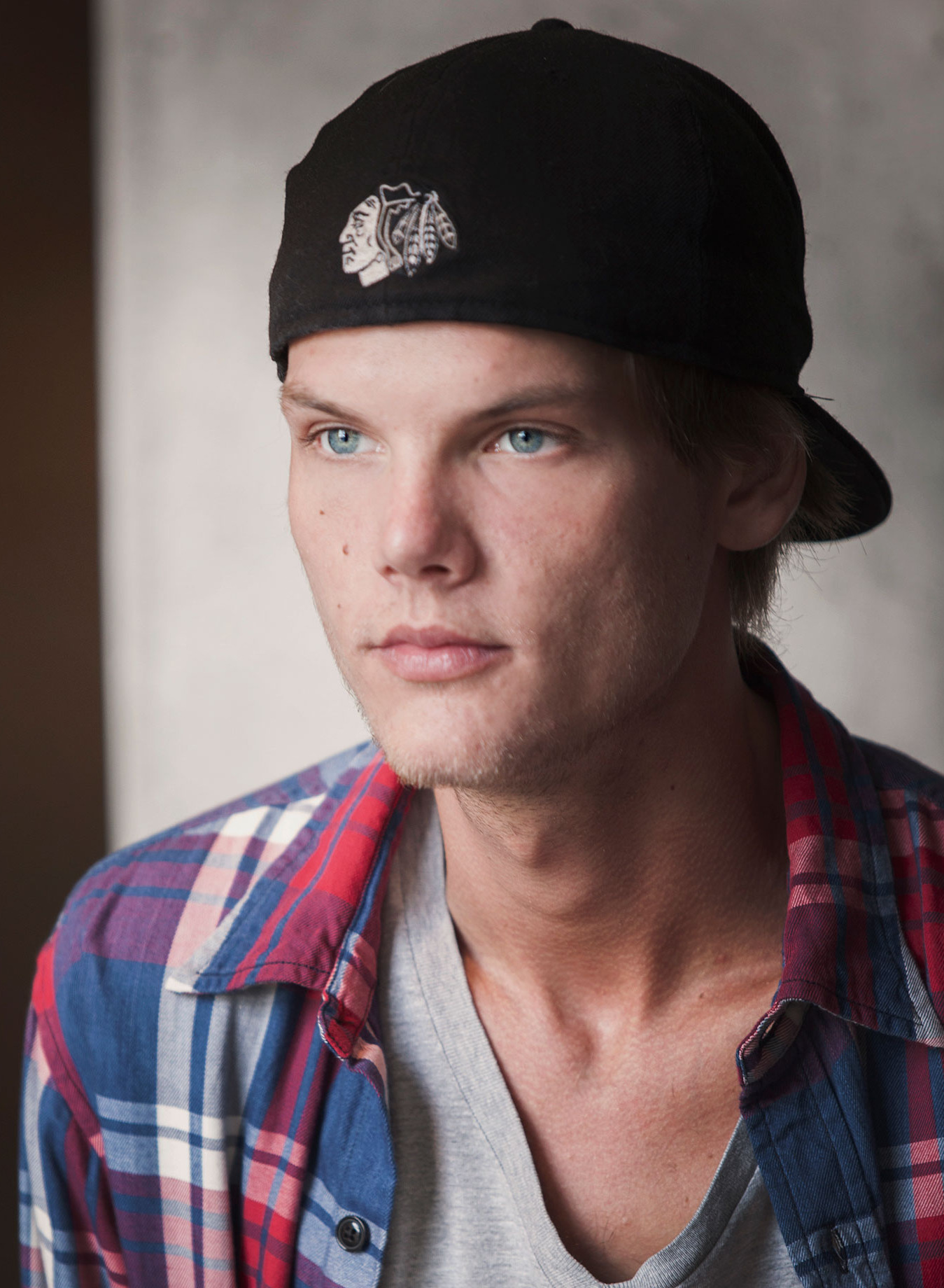
Avicii,
2018

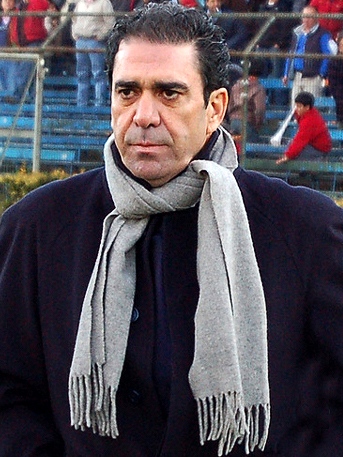
Eduardo Bonvallet,
2015

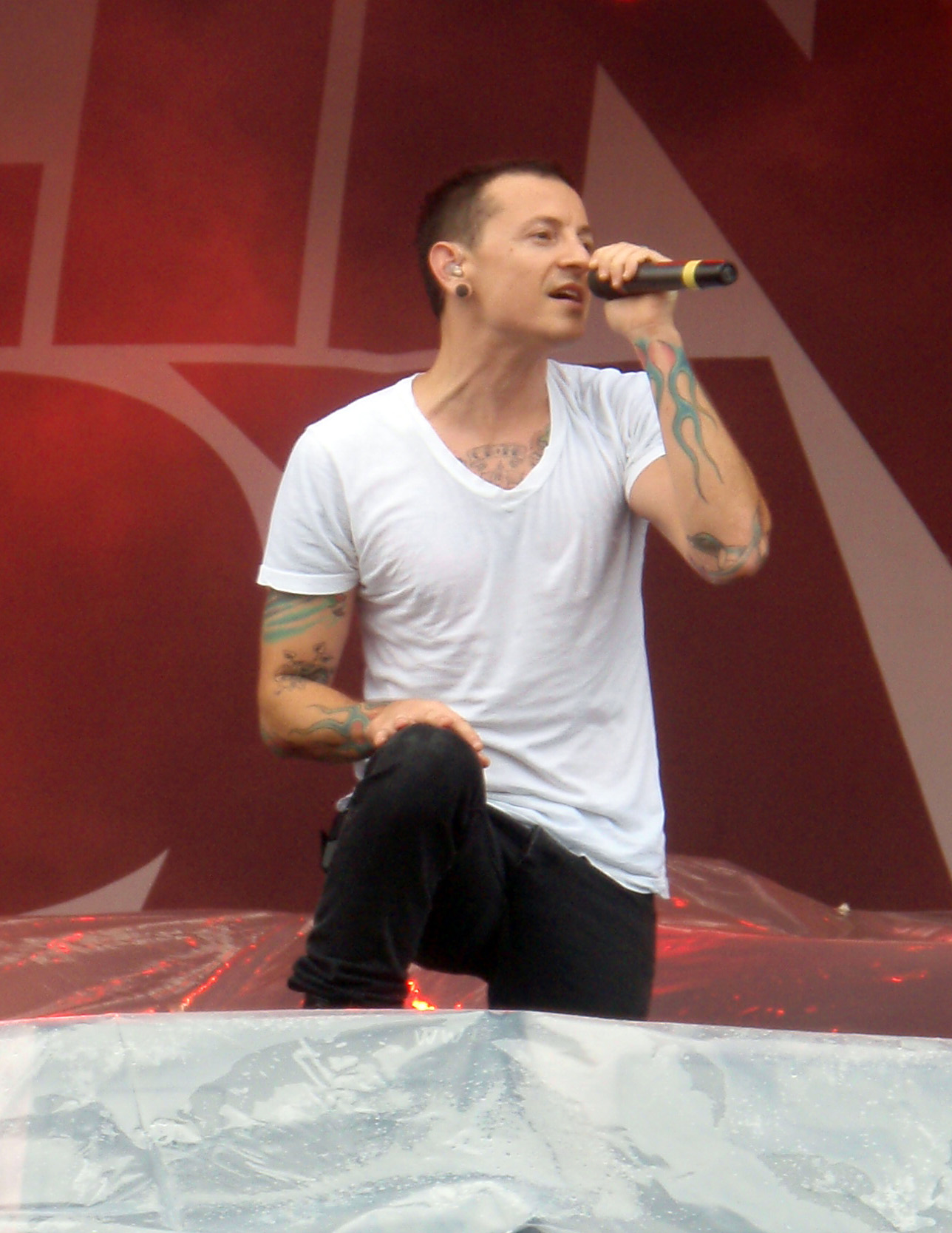
Chester Bennington
2017

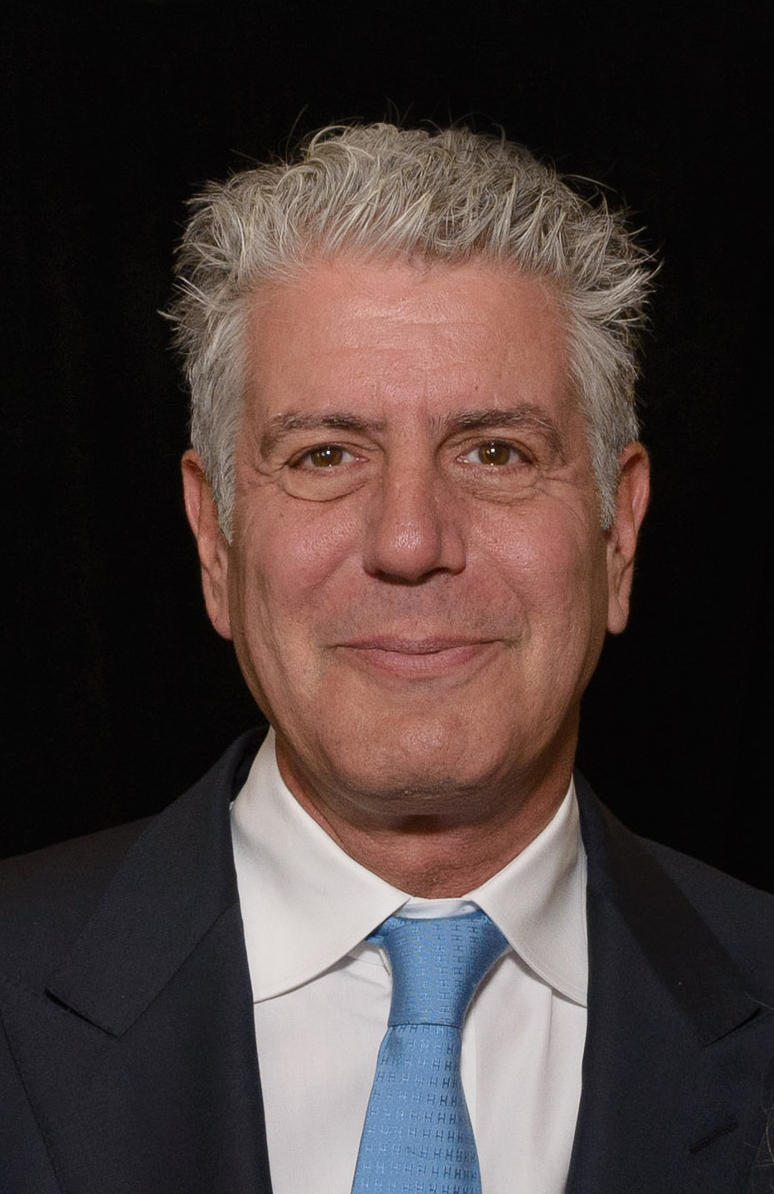
Anthony Bourdain
2018

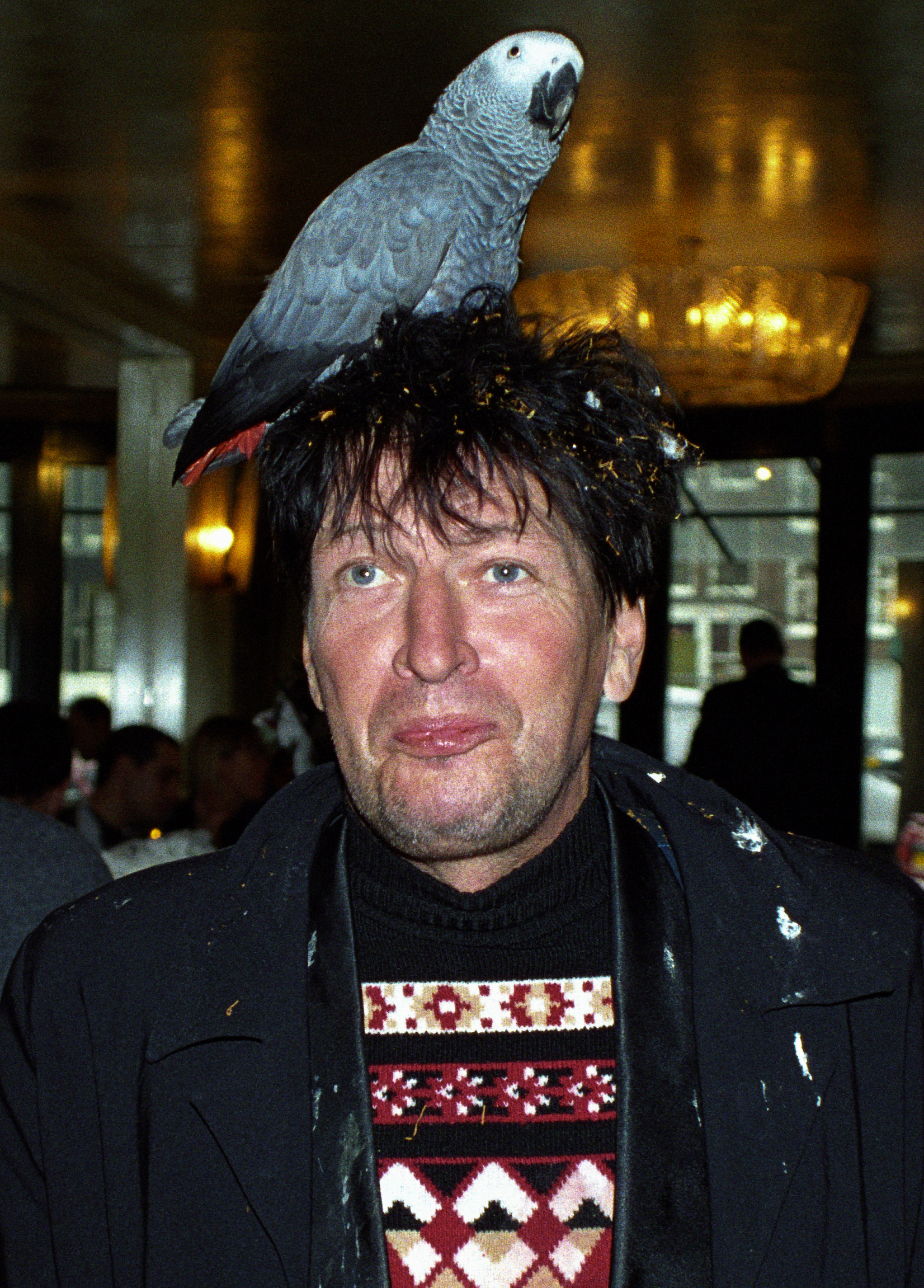
Herman Brood,
2001

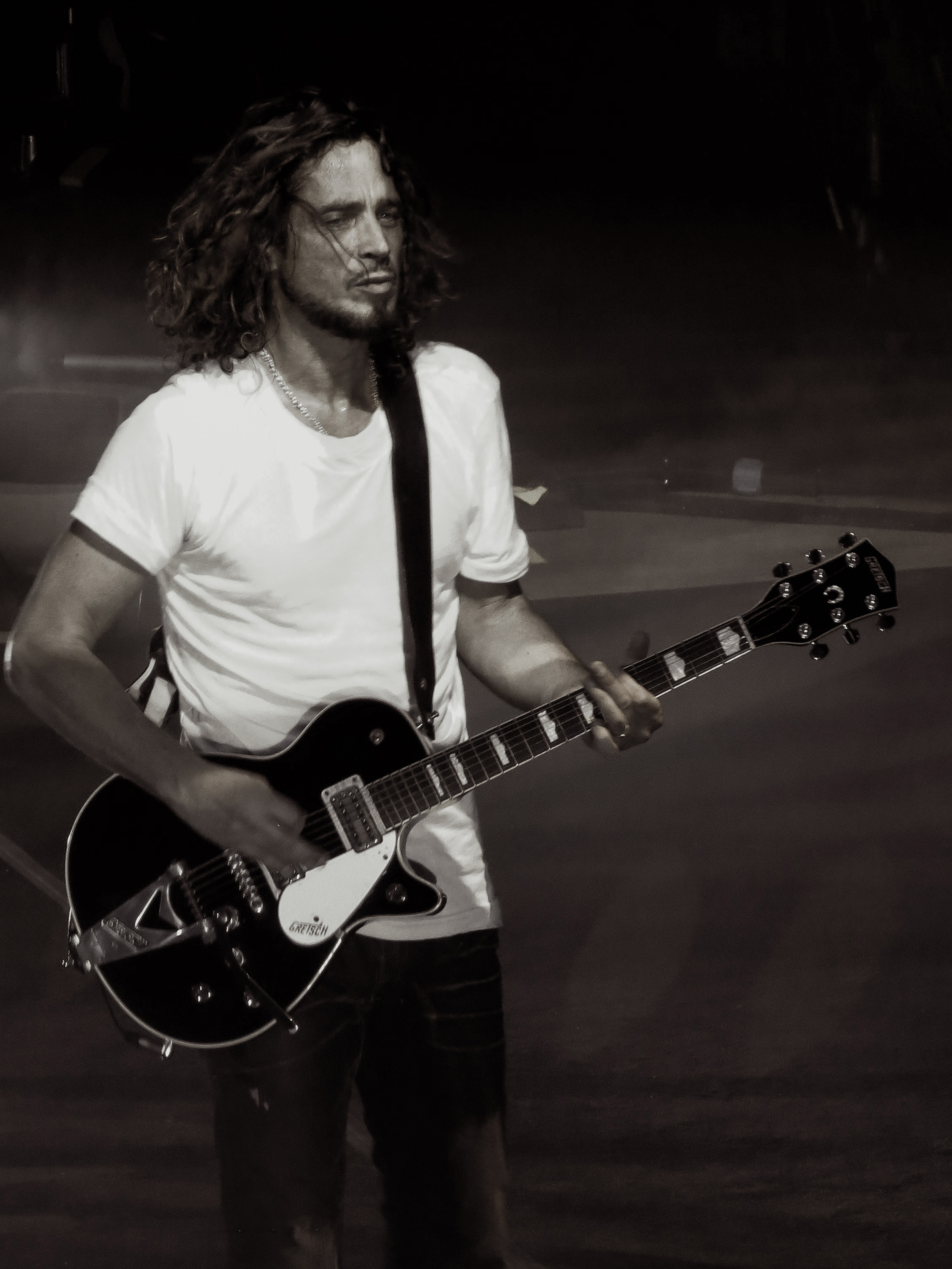
Chirs Cornell
2017

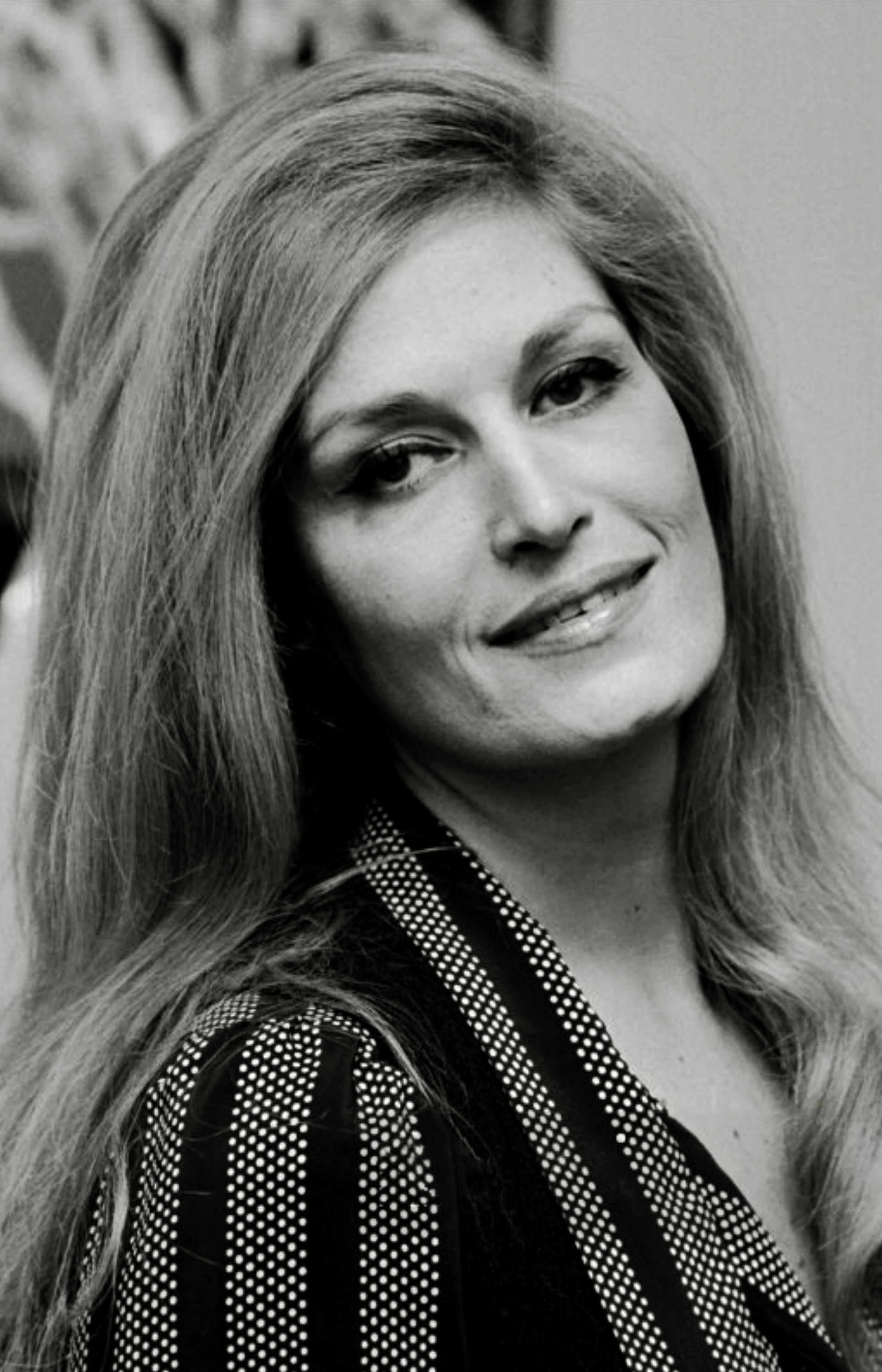
Dalida,
1987

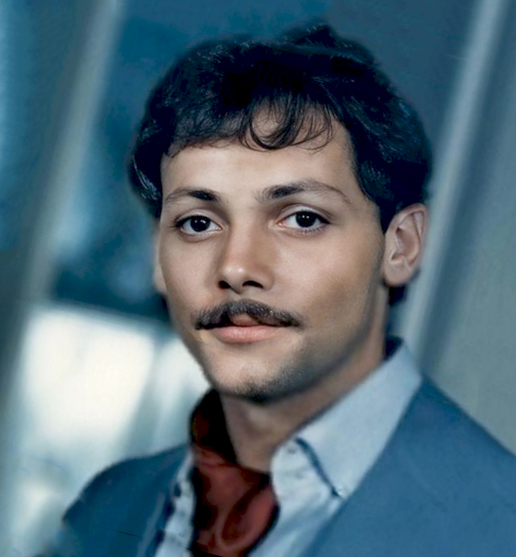
Patrick Dewaere,
1982

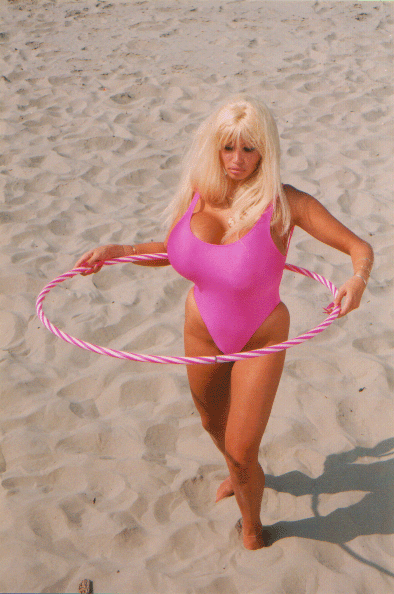
Lolo Ferrari,
2000

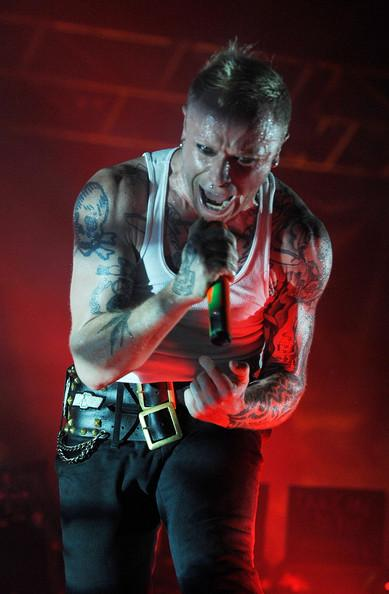
Keith Flint,
2019

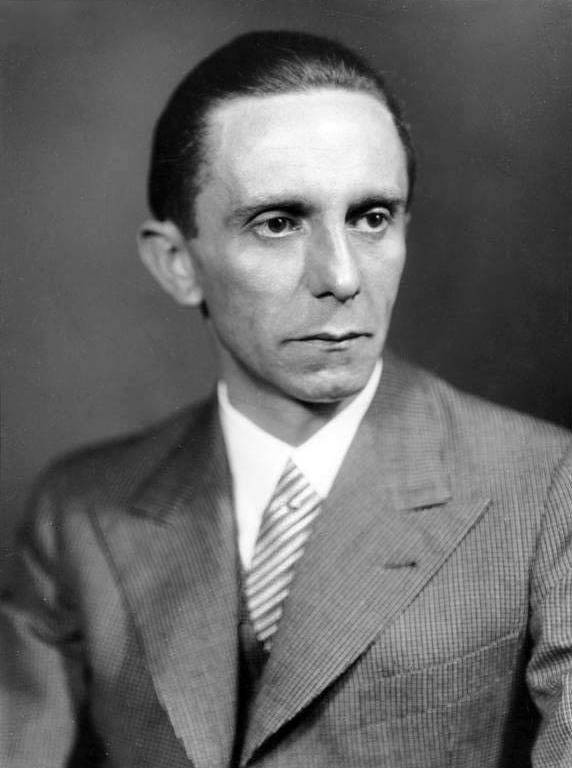
Joseph Goebbels,
1945

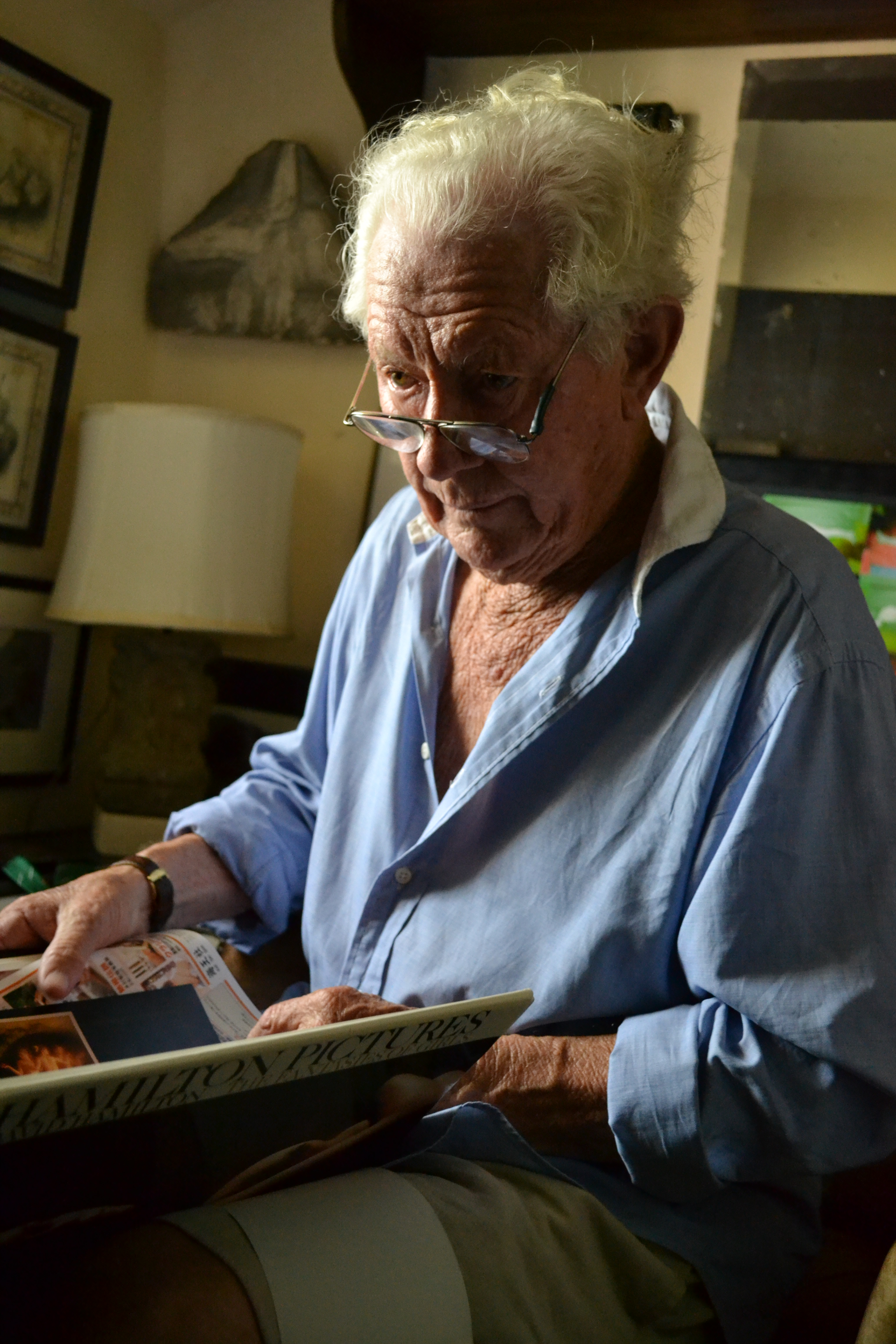
David Hammilton,
2016

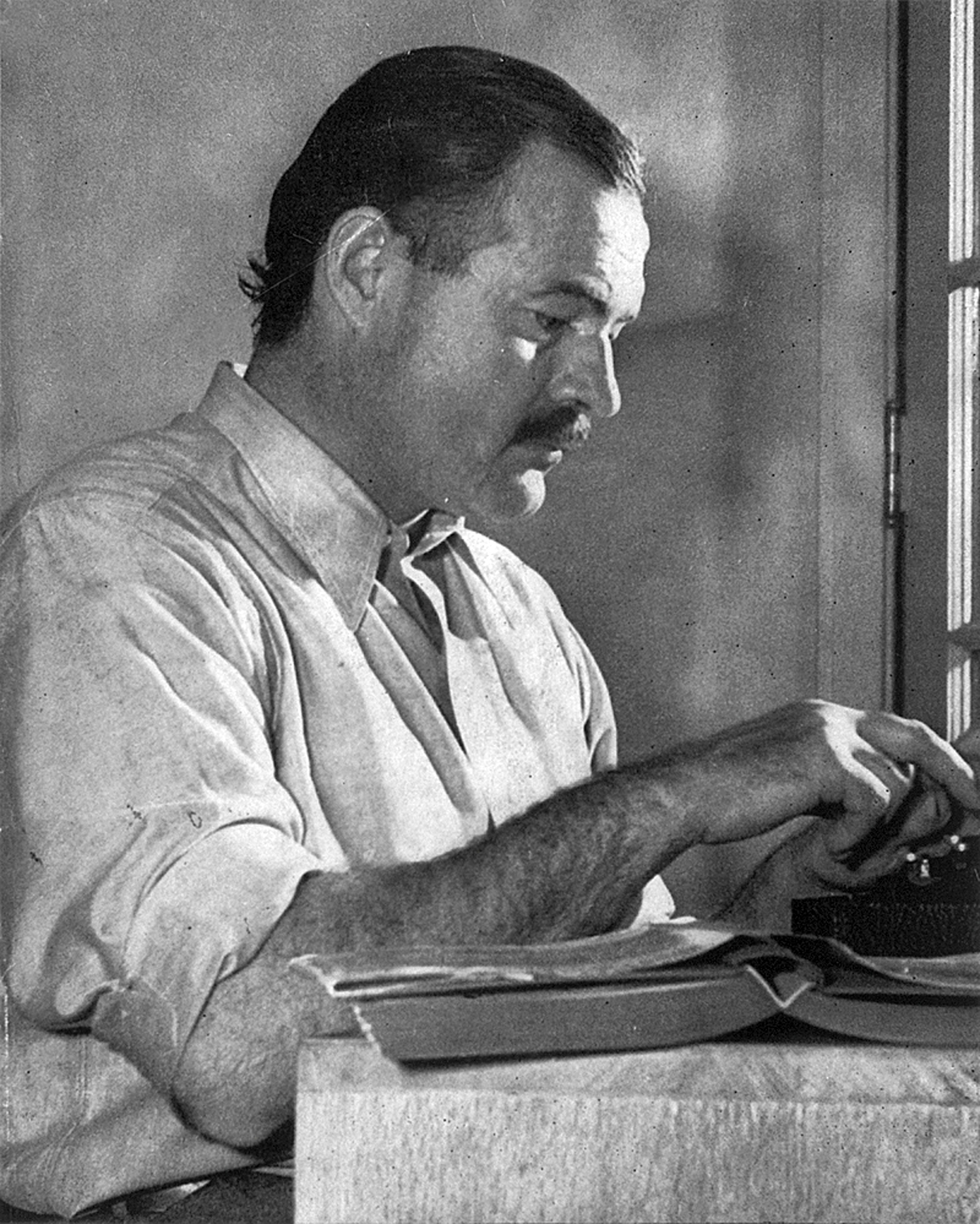
Ernest Hemingway,
1961

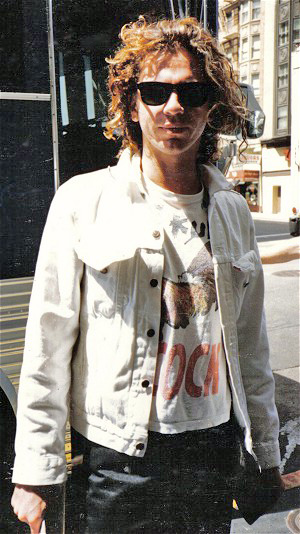
Michael Hutchence,
1997

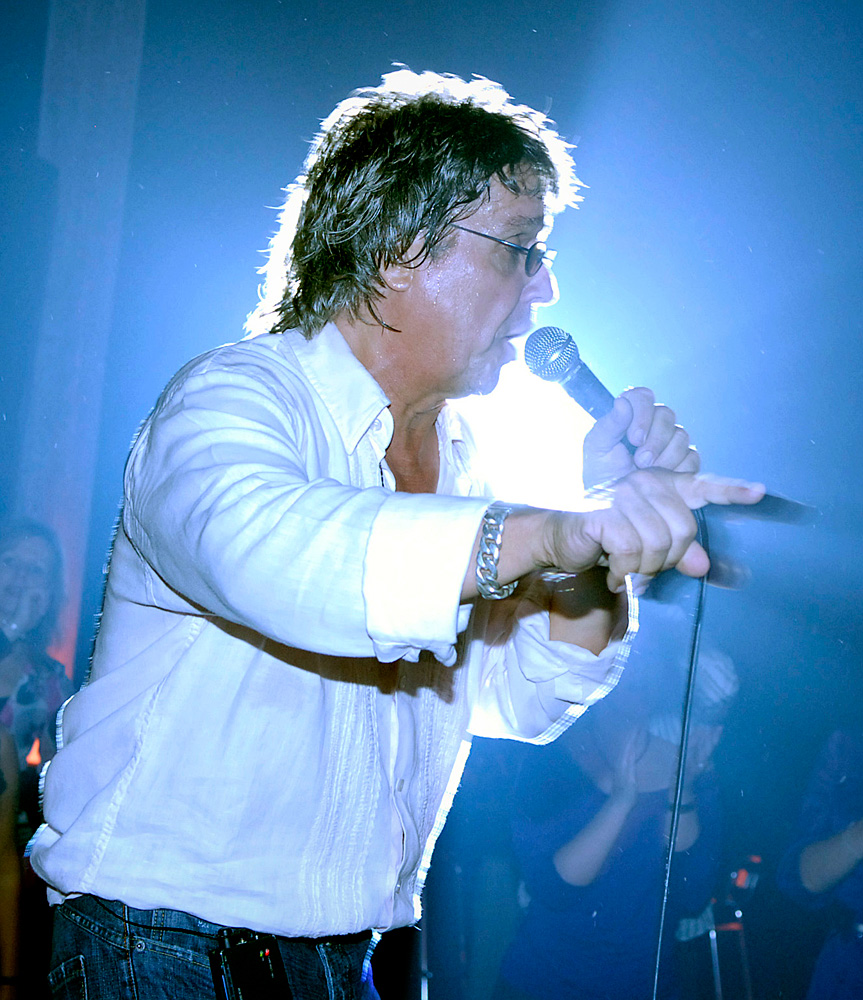
Arne Jansen,
2007

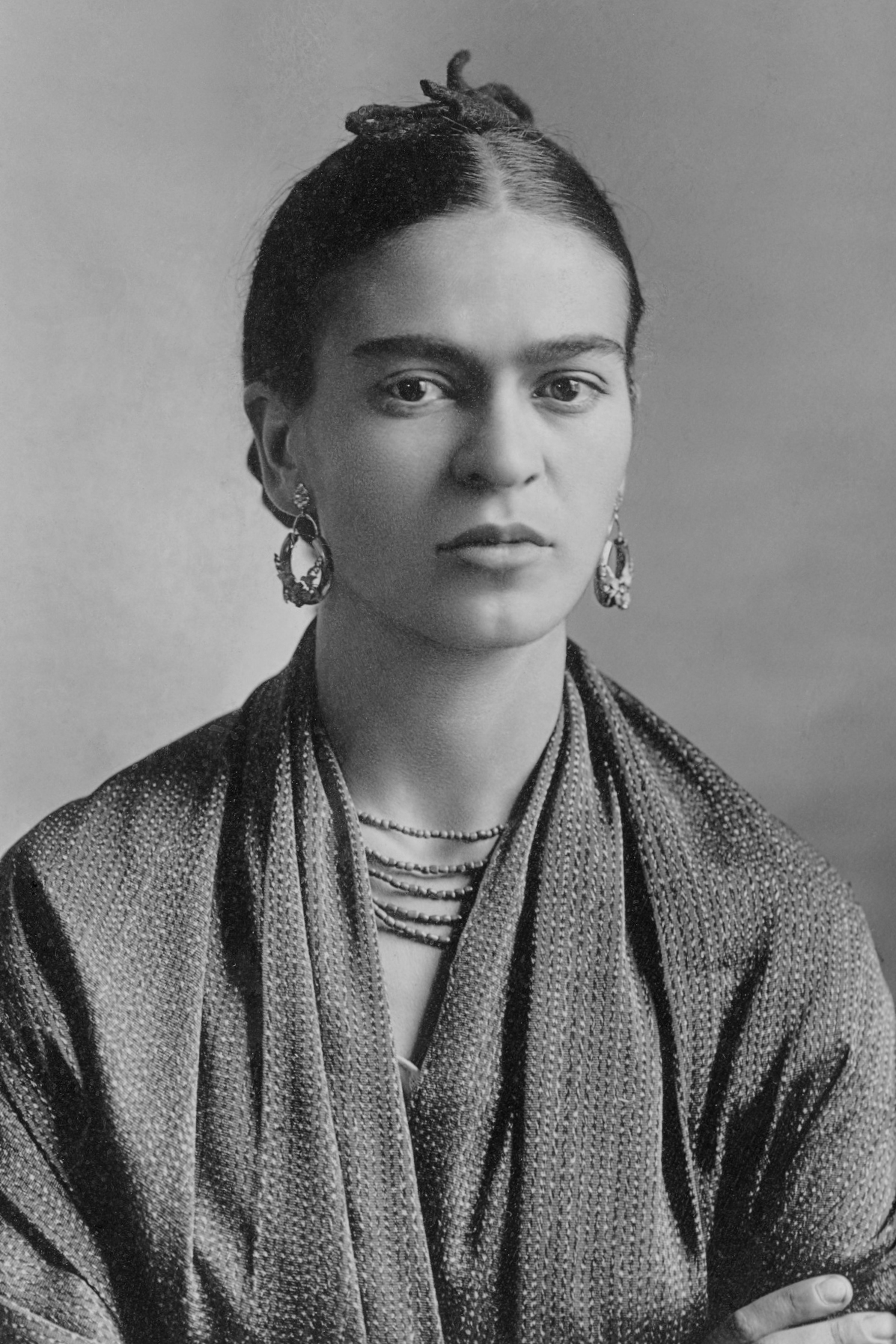
Frida Kahlo,
1954

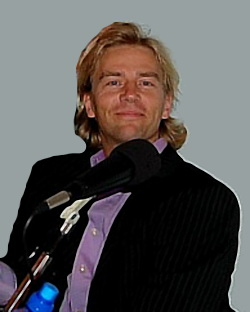
Antonie Kamerling,
2010

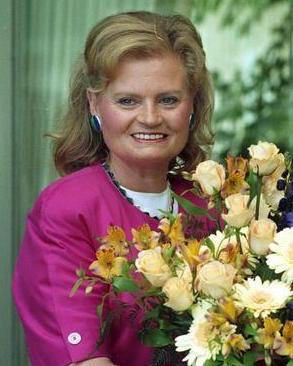
Hannelore Kohl,
2001

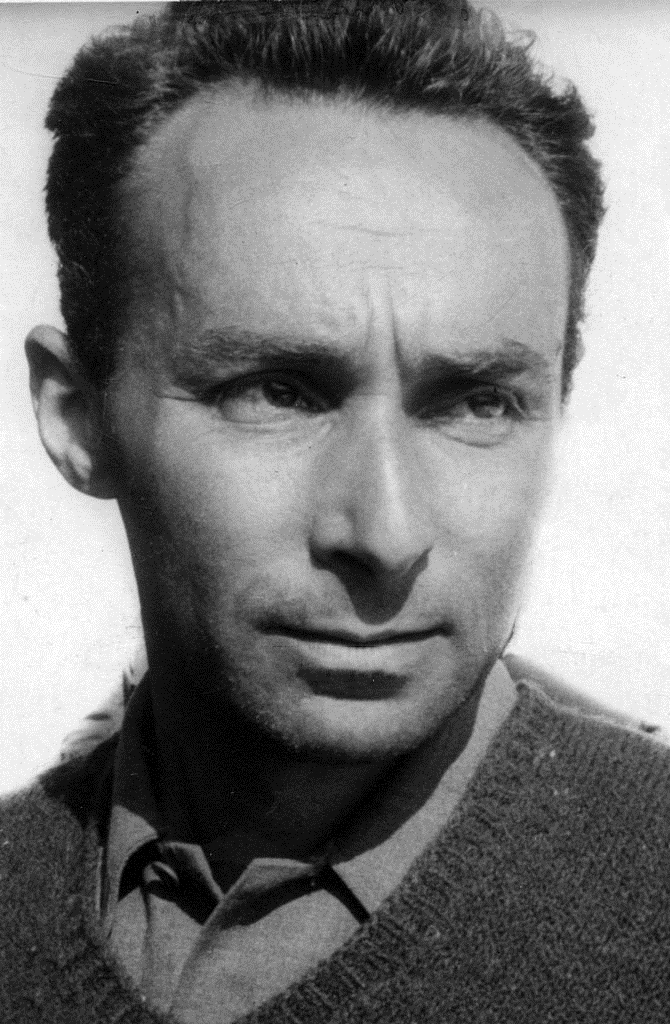
Primo Levi,
1987

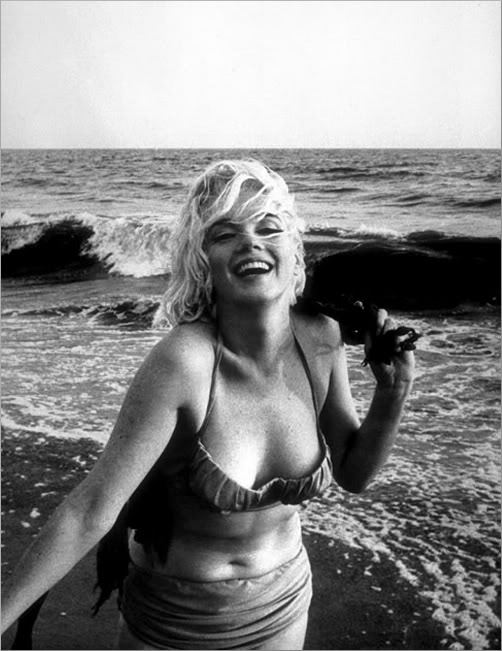
Marilyn Monroe.
1962

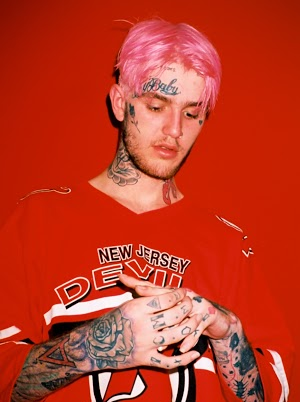
Lil Peep,
2017

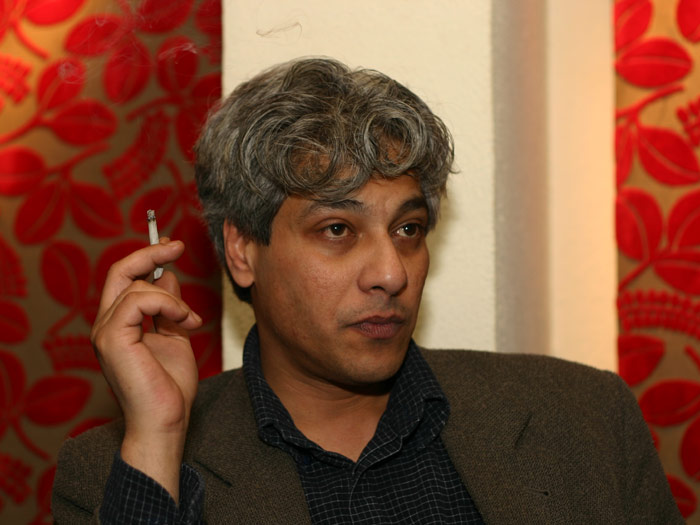
Anil Ramdas,
2012

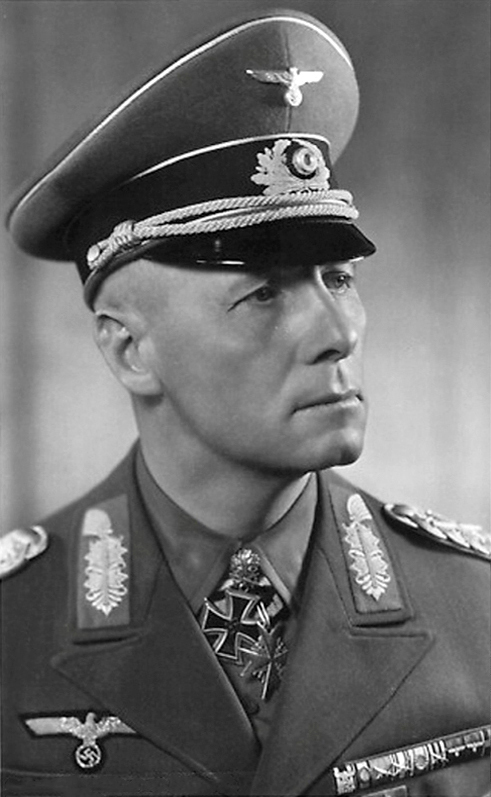
Erwin Rommel
1944

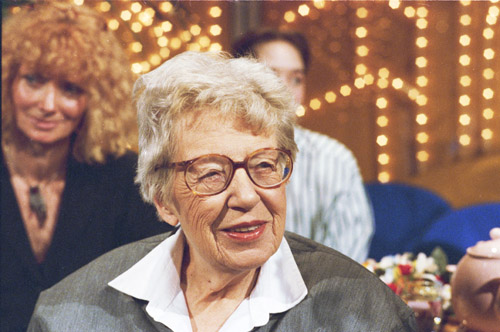
Annie MG Schmidt,
1995

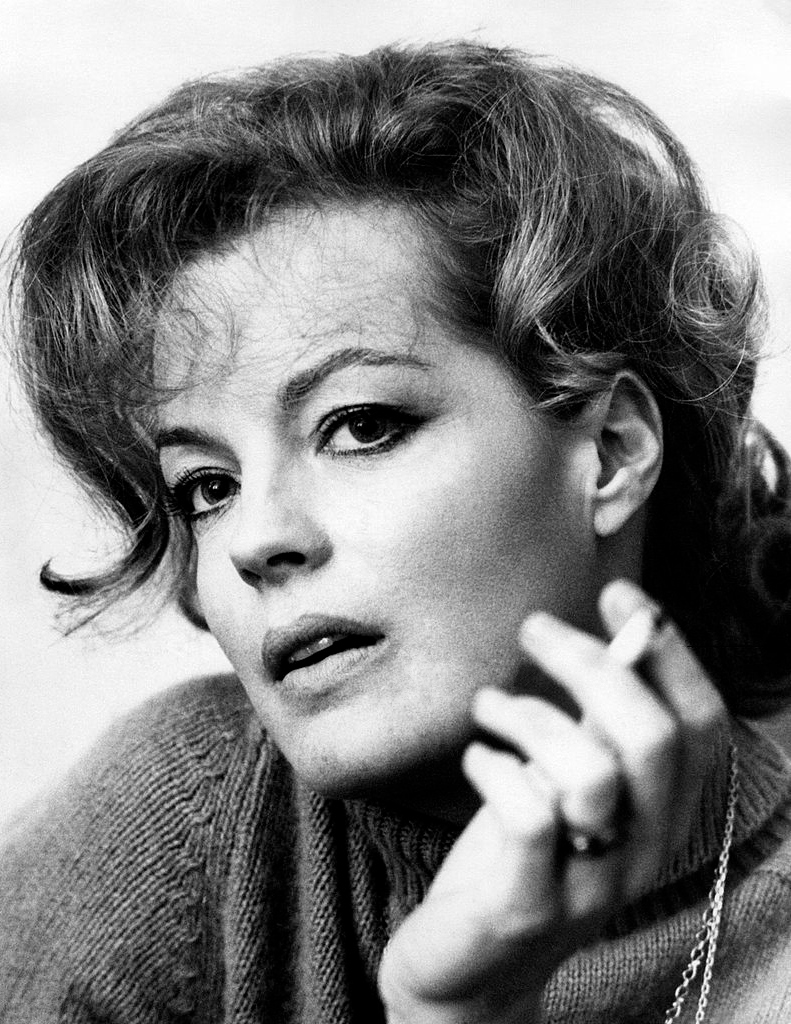
Romy Schneider,
1982

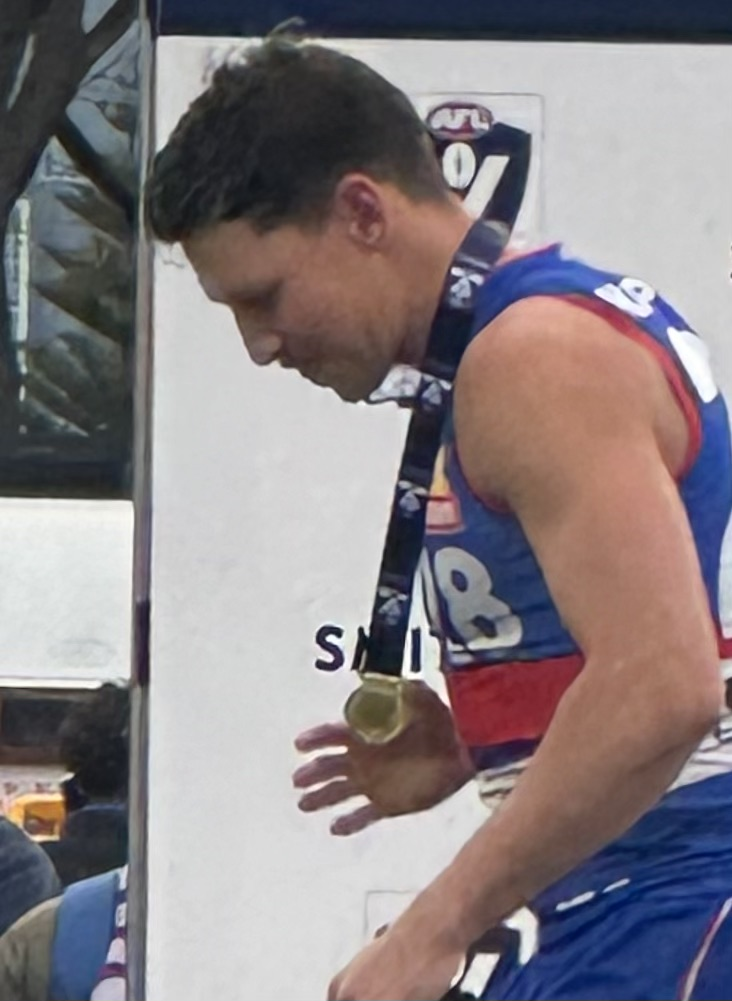
Tony Scott,
2012

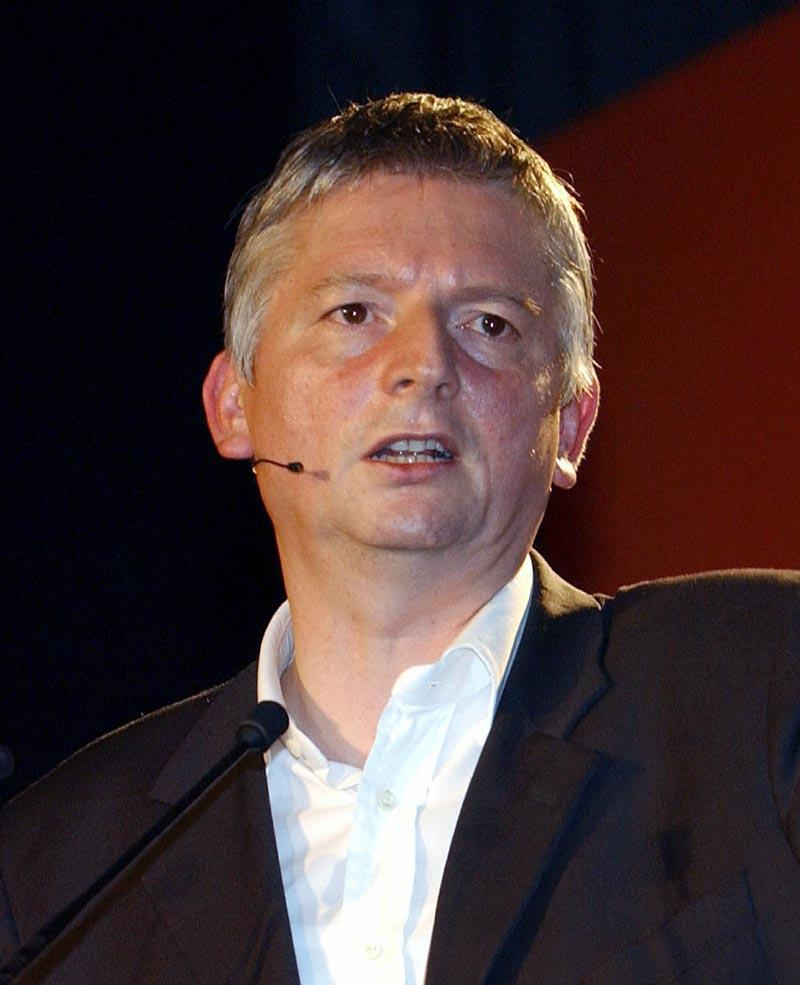
Steve Stevaert,
2015

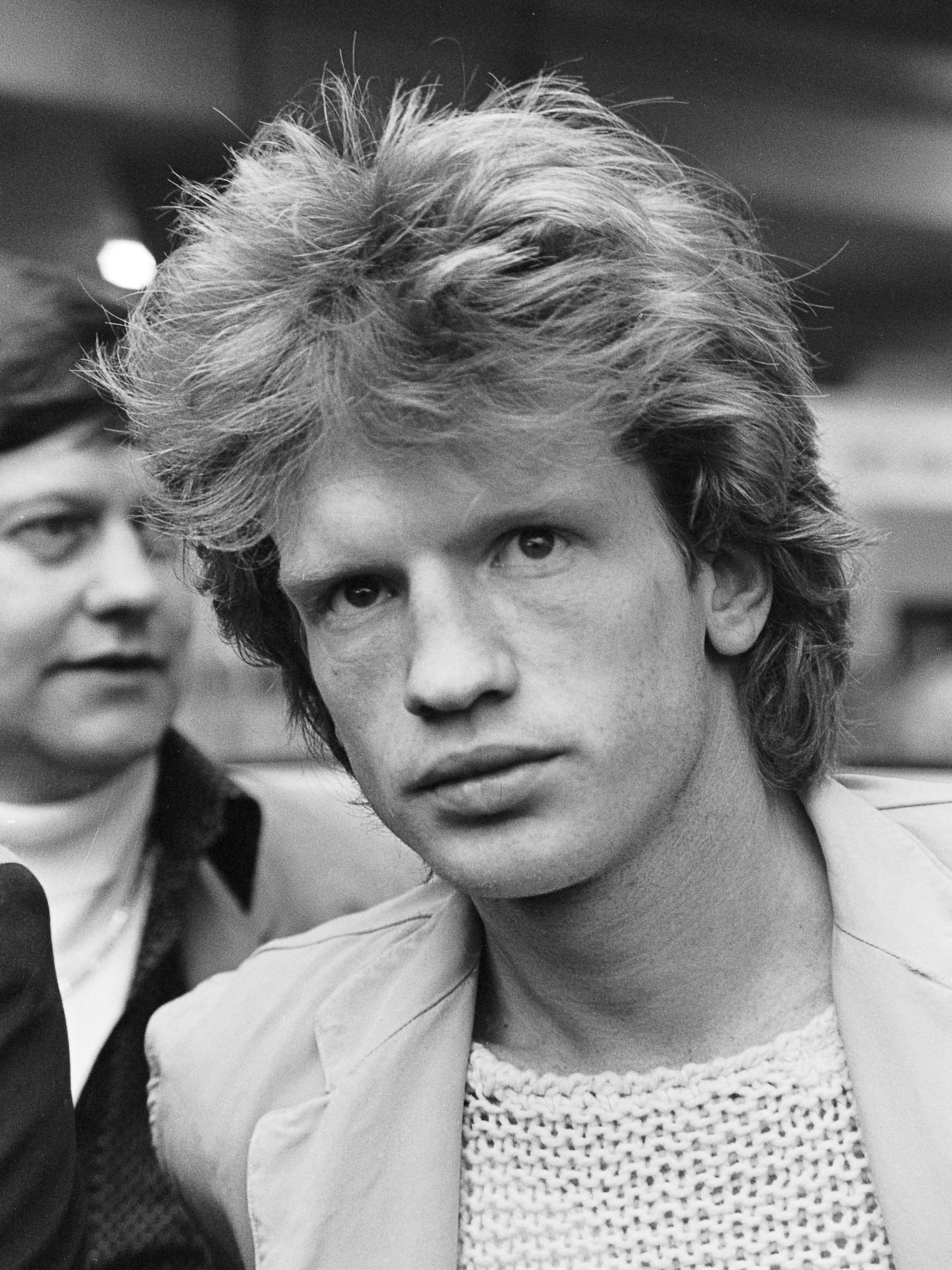
Hans van Tongeren,
1982

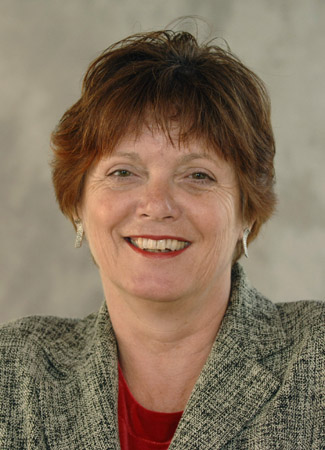
Ella Vogelaar,
2019

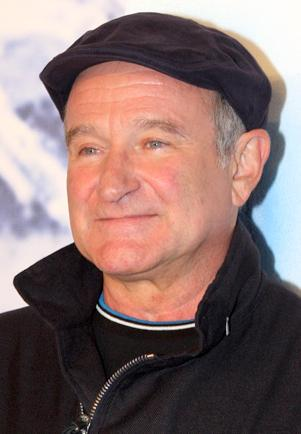
Robin Williams,
2014

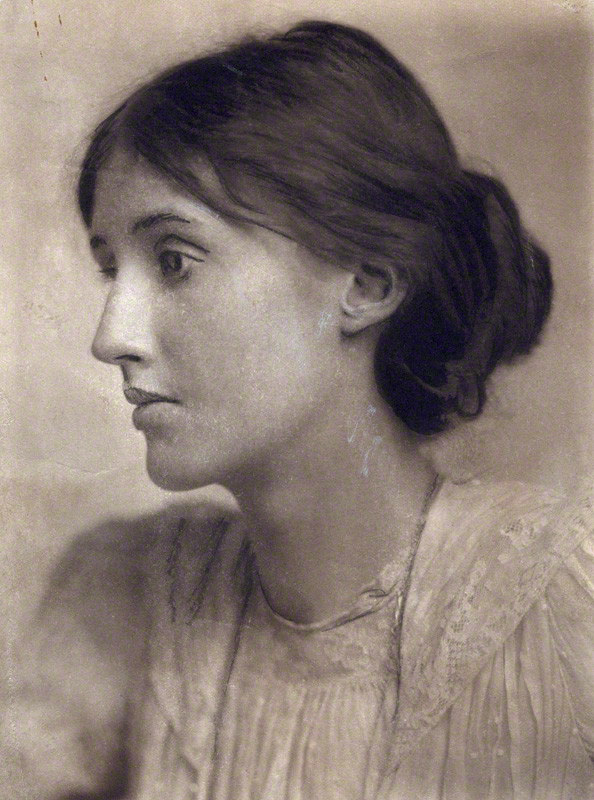
Virgina Woolf,
1941

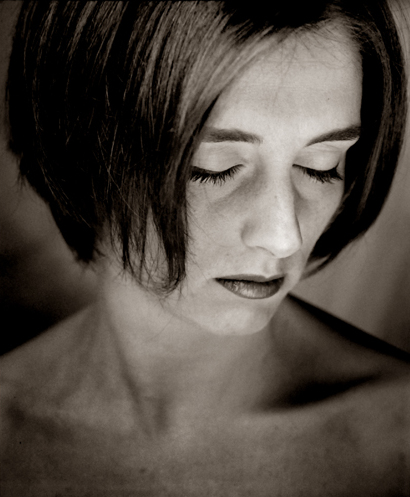
Yasmine,
2009

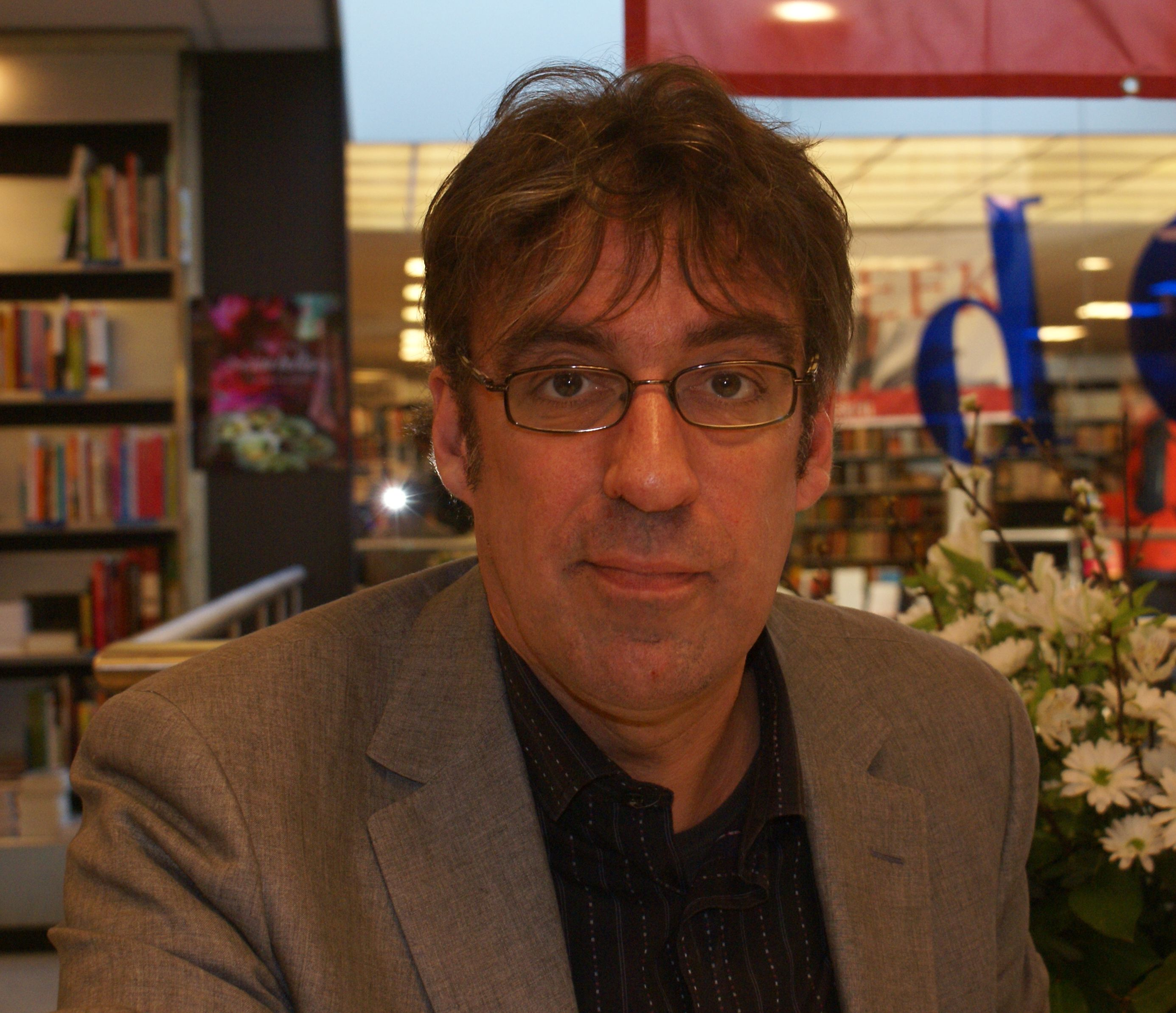
Joost Zwagerman,
2015

## A
- Johnny Ace (1954), Amerikaans rhythm-and-blueszanger
- Art Acord (1931), Amerikaans acteur
- Stuart Adamson (2001), Brits rockmusicus van band Big Country
- Thomas Addison (1860), Brits arts en wetenschapper
- Alfred van Edinburgh (1899), erfprins van Saksen-Coburg en Gotha
- Aulus Cremutius Cordus (25), Romeins senator
- Chantal Akerman (2015), Belgisch cineaste
- Jekaterina Aleksandrovskaja (2020), Australisch Russisch kunstschaatser
- Leandro Alem (1896), Argentijns politicus
- Fernand Alexander (1980), Belgisch hoogleraar
- Ross Alexander (1937), Amerikaans acteur
- Salvador Allende (1973), president van Chili
- Jean Améry (1978), Oostenrijks schrijver
- Oskar Andersson (1906), Zweeds striptekenaar en illustrator
- Fridolin Anderwert (1880), bondspresident van Zwitserland
- Antipater van Tarsus (137 v.Chr.), Grieks filosoof
- Marcus Antonius (30 v.Chr.), Romeins politicus en generaal
- Diane Arbus (1971), Amerikaans fotografe
- Jan Arends (1974), Nederlands schrijver
- Pedro Armendáriz (1962), Mexicaans regisseur en acteur
- Edwin Armstrong (1954), Amerikaans uitvinder
- Bertram Armytage (1910), Australisch ontdekkingsreiziger
- Richard Asher (1969), Brits medicus
- Avicii (2018), Zweeds dj en muziekproducent
- Mike Awesome (2007), Amerikaans professioneel worstelaar
- Marion Aye (1951), Amerikaans actrice

## B
- Jevgeni Babitsj (1972), Russisch ijshockeyer en voetballer
- Pamela Bach (2025), Amerikaans actrice [1]
- Josef Bachmann, Duits moordenaar
- Georg Bachmayer (1945), Duits SS'er en concentratiekampbewaarder
- Herbert Backe (1947), Duits nazipoliticus
- Lou Bandy (1959), Nederlands zanger, conferencier
- Cees Bantzinger (1985), Nederlands tekenaar en schilder
- Chris Barker (2020), Engels voetballer
- Barbara Bates (1969), Amerikaans actrice
- Simone Battle (2014), Amerikaans zangeres
- Rémy Belvaux (2006), Belgisch acteur, producer, regisseur en scenarioschrijver
- Malik Bendjelloul (2014), Zweeds regisseur
- Brenda Benet (1982), Amerikaans actrice
- Walter Benjamin (1940), Duits cultureel theoreticus
- Chester Bennington (2017), Amerikaans rockzanger (Linkin Park)
- Chris Benoit (2007), Canadees worstelaar
- Pierre Bérégovoy (1993), Frans politicus
- Hans Berger (1941), Duitse psychiater en neurowetenschapper
- Mary Kay Bergman (1999), Amerikaans stemactrice
- John Berryman (1972), Amerikaans dichter
- Ward Beysen (2005), Belgisch politicus
- Naima El Bezaz (2020), Marokkaans-Nederlands schrijfster
- Divya Bharti (1993), Indiaas actrice (mogelijk ongeluk)
- Bob Birch (2012), Amerikaans basgitarist
- Franz Böhme (1947), Duitse militair
- Karen de Bok (2017), Nederlands programmamaakster en journaliste
- Ludwig Boltzmann (1906), Oostenrijks natuurkundige
- Eduardo Bonvallet (2015), Chileens voetballer en sportcommentator
- Adrian Borland (1999), Britse zanger, musicus, componist (The Sound)
- Francesco Borromini (1667), Italiaans architect
- Boudica (63), Keltisch koningin, pleegde volgens Tacitus zelfmoord, maar stierf volgens Cassius Dio aan ziekte
- Georges Boulanger (1891), Frans generaal en minister
- Anthony Bourdain (2018), Amerikaanse kok, televisiepresentator en auteur
- Menno ter Braak (1940), Nederlands schrijver
- Jonathan Brandis (2003), Amerikaans acteur
- Cheyenne Brando (1995), Tahitiaans model
- Wim Brands (2016), Nederlands dichter, journalist en presentator
- Mike Brant (1975), Israëlisch zanger
- Eva Braun (1945), Duits maîtresse en eega van Adolf Hitler
- Richard Brautigan (1984), Amerikaans dichter en romanschrijver
- Lili Brik (1978), Russisch regisseuse, beeldhouwster en schrijfster
- Herman Brood (2001), Nederlands zanger, acteur en kunstschilder[2]
- Joseph Brooks (2011), Amerikaans songwriter, producer, componist
- Hein de Bruin (1947), Nederlands dichter en prozaschrijver
- Brutus (42 v.Chr.), Romeins politicus, moordenaar van Julius Caesar
- Roy Buchanan (1988), Amerikaans bluesrockgitarist
- David Buckel (2018), Amerikaans advocaat en Lgbt-activist
- Brad Bufanda (2017), Amerikaans acteur
- Wilhelm Burgdorf (1945), Duits Oberkommando der Wehrmacht
- Anne Burrell (2025), Amerikaans tv kok
- Asim Butt (2010), Pakistaans kunstenaar

## C
- Tony Cabana (2012), Belgisch-Nederlands charmezanger, deejay en zakenman
- Jonathan Cantwell (2018), Australisch wielrenner en triatleet
- Capucine (1990), Frans actrice en model
- Hector Carlier (1946), Belgisch bankier, industrieel
- Wallace Carothers (1937), Amerikaans scheikundige en uitvinder van nylon
- Kevin Carter (1994), Zuidafrikaans fotograaf en journalist
- Ariel Castro (2013), Amerikaans misdadiger
- Kelly Catlin (2019), Amerikaans wielrenster
- Marcus Porcius Cato Uticensis minor (46 v.Chr.), Romeins republikeins staatsman
- Catuvolcus samen met Ambiorix koning van de Eburonen. Na de mislukte opstand tegen Julius Caesar pleegde Catuvolcus zelfmoord (53 v.Chr.)
- Paul Celan (1970), Roemeens Duitstalig dichter
- Iris Chang (2004), Chinees-Amerikaans schrijfster
- Claude Chappe (1805), Frans uitvinder
- Richard Trenton Chase (1980), Amerikaans seriemoordenaar
- Thomas Chatterton (1770), Brits dichter
- Chen Lin (2009), Chinees popzangeres
- Vic Chesnutt (2009), Amerikaans zanger en songwriter
- Leslie Cheung (2003), Chinees zanger en acteur
- Chimalpopoca (1427), hueyi tlahtoani
- Cho Seung-hui (2007), Zuid-Koreaans spreekiller op Virginia Tech
- David Christie (1997), Frans zanger en songwriter
- Christine Chubbuck (1974), Amerikaans nieuwslezeres
- Reinier Claeszen (1606), Nederlands vice-admiraal
- Jeremiah Clarke (1707), Engels componist
- Thierry Claveyrolat (1999), Frans wielrenner
- Cleopatra VII (30 v.Chr.), koningin van Egypte
- Kurt Cobain (1994), Amerikaans rockster van de band Nirvana
- Fré Cohen (1943), Nederlands graficus en tekenares
- Don Cornelius (2012), Amerikaans tv-gastheer
- Chris Cornell (2017), Amerikaans rockmuzikant van de band Soundgarden
- John Costelloe (2008), Amerikaans acteur
- Ronny Coutteure (2000), Belgisch acteur
- Jan Cox (1980), Belgisch kunstschilder
- Sonny Criss (1997), Amerikaans jazzaltsaxofonist
- Julee Cruise (2022), Amerikaans actrice en zangeres
- Armand de Las Cuevas (2018), Frans wielrenner
- Ian Curtis (1980), Engels zanger en liedjesschrijver van Joy Division

## D
- Jan Emiel Daele (1978), Belgisch schrijver
- Daffney (2021), Amerikaans worstelaarster
- Uğur Dağdelen (2015), Turks voetballer
- Dalida (1987), Frans zangeres van Italiaans-Egyptische afkomst
- Theo Dannecker (1945), Duits SS'er, Jodenvervolger en medewerker van Adolf Eichmann
- Dead (zanger) (1991), Zweeds blackmetalzanger
- Emmanuelle Debever, 2023, Franse actrice
- Wim De Craene (1990), Belgisch zanger
- Dimitri De Fauw (2009), Belgisch baanwielrenner
- Gilles Deleuze (1995), Frans filosoof
- Brad Delp (2007), Amerikaans zanger en muzikant van de band Boston
- Waldo de los Ríos (1977), Argentijns pianist en componist
- Jean-Pierre Detremmerie (2016), Belgisch burgemeester
- Ronald Desruelles (2015), Belgisch atleet
- Patrick Dewaere (1982), Frans acteur
- Rudolf Diesel (1913), Duits uitvinder
- Deborah Digges (2009), Amerikaans dichteres
- Willie Dille (2018), Nederlands politica
- Hugo Distler (1942), Duits componist
- Adriaan Ditvoorst (1987), Nederlands filmmaker
- Aleksandr Dolmatov (2013), Russisch asielzoeker
- Nick Drake (1974), Brits singer-songwriter
- Pete Duel (1971), Amerikaans acteur, revolver
- Robert Budd Dwyer (1987), Amerikaans politicus

## E
- George Eastman (1932), Amerikaans uitvinder en grondlegger van Eastman Kodak
- Volker Eckert (2007), Duits seriemoordenaar
- Tristan Egolf (2005), Amerikaans schrijver en activist
- Ernst Ehlers (1980), Duits SS-Obersturmbannführer
- Heinrich Ehrler (1945), Duits gevechtspiloot
- Paul Ehrenfest (1933), Oostenrijks natuurkundige
- Keith Emerson (2016), Brits toetsenist bij de band Emerson, Lake & Palmer
- Empedocles (432 v.Chr.), Grieks filosoof
- Robert Enke (2009), Duits voetbalkeeper
- Peg Entwistle (1932), Brits toneelspeelster
- Jeffrey Epstein (2019), Amerikaans  financier, miljardair en veroordeeld zedendelinquent
- Tom Evans (1984), Brits bassist en zanger van Badfinger

## F
- Jackie Fairweather (2014), Australisch triatlete
- Richard Farnsworth (2000), Amerikaans acteur
- Justin Fashanu (1998), Brits voetballer
- René Favaloro (2000), Argentijns hartchirurg en uitvinder
- Lolo Ferrari (2000), Frans actrice en zangeres
- Robert FitzRoy (1865), Brits politicus en meteoroloog
- Caroline Flack (2020), Brits televisie- en radiopresentatrice
- Ed Flanders (1995), Amerikaans acteur
- Keith Flint (2019), Brits muzikant van de band The Prodigy
- Verónica Forqué (2021), Spaans actrice
- Vince Foster (1993), Amerikaans advocaat
- Anders Frandsen (2012), Deens zanger, acteur en presentator
- Hans-Georg von Friedeburg (1945), Duits admiraal
- Fabio Frittelli (2013), Italiaans zanger

## G
- Evelien Gans (2018), Nederlands historica en publiciste
- Ted Gärdestad (1997), Zweeds zanger, componist en muzikant
- Arturo Gatti (2009), Canadees Italiaans bokser
- Joseph Goebbels (1945), Duits nazileider
- Magda Goebbels (1945), echtgenote van bovenstaande
- Vincent van Gogh (1890), Nederlands schilder
- Luis González de Alba (2016), Mexicaans schrijver en intellectueel
- Lucy Gordon (2009), Engels actrice
- Hermann Göring (1946), Duits nazileider
- Bob Grant (2003), Engels acteur
- Isaäc Groneman (1912), Nederlands medicus in Nederlands-Indië en Indonesiëkundige

## H
- Charles Haddon (2010), Brits zanger
- Patrick Haemers (1993), Belgisch misdadiger
- Eli Hahury (1978), Moluks gijzelnemer
- Dorothy Hale (1939), Amerikaans actrice. Haar zelfdoding is het onderwerp van een berucht schilderij van Frida Kahlo.
- Pete Ham (1975), Brits gitarist, singer/ songwriter
- David Hamilton (2016), Britse fotograaf. Om het leven gekomen door verstikking; uitgegaan wordt van zelfmoord
- Tony Hancock (1968), Brits komiek en acteur
- Hannibal Barkas (183 v.Chr.), militair commandant van Carthago
- Elizabeth Hartman (1987), Amerikaans actrice, opzettelijke val van de vijfde verdieping van haar appartementencomplex
- Felix Hausdorff (1942), Duits wiskundige
- François HaverSchmidt, alias Piet Paaltjens (1894), Nederlands dichter, schrijver en predikant
- Sarah Hegazi (2020), Egyptisch lesbisch activiste
- Frans Jozef van der Heijden (2016), Nederlands journalist en politicus
- Ernest Hemingway (1961), Amerikaans romanschrijver
- Margaux Hemingway (1996), Amerikaans model en actrice, kleindochter van Ernest Hemingway
- Benjamin Hendrickson (2006), Amerikaans acteur
- Valentin Henneman (1930), Belgisch schilder en beeldhouwer
- Trevor Herion (1988), Iers zanger (The Fallout Club)
- Rudolf Hess (1987), Duits nazileider
- Paul Hester (2005), Australisch muzikant en drummer van Crowded House
- Walther Hewel (1945), Duits Brigadeführer
- Heinrich Himmler (1945), Duits SS-leider
- Ludwig Hirsch (2011), Oostenrijks zanger en acteur
- Adolf Hitler (1945), Duits rijkskanselier en dictator
- Jotie T'Hooft (1977), Vlaams dichter, maakte een einde aan zijn leven met een overdosis cocaïne
- Robert E. Howard (1936), "pulpschrijver" van Conan de Barbaar
- Mike Howe (2021), Amerikaans zanger
- Michael Hutchence (1997), Australisch leadzanger van INXS
- Scott Hutchison (2018), Schots singer-songwriter en gitarist
- Phyllis Hyman (1995), Amerikaans zangeres

## I
- Youssef Idilbi (2008), Nederlands acteur
- Hassan Idrissi (2023), Belgisch politicus
- Isocrates (338 v.Chr.), Grieks redenaar
- Jelena Ivasjtsjenko (2013), Russisch judoka

## J
- Jang Ja-yeon (2009), Zuid-Koreaans actrice
- Marcel Jacob (2009), Zweeds muzikant
- Arne Jansen (2007), Nederlands zanger
- Joseph Jessurun de Mesquita (1890), Nederlands fotograaf
- Jiang Qing (1991), vierde vrouw van Mao Zedong, leider van de Bende van Vier
- André Jolles (1946), Nederlands-Duits folklorist en nationaalsocialist
- B.S. Johnson (1973), Brits schrijver
- Hubert Johnson (1981), Amerikaans zanger The Contours
- Jim Jones (1978), sekteleider
- Ingrid Jonker (1965), Zuid-Afrikaans dichter en schrijver
- Guru Josh (2015), Engels muziekproducer
- Luc Jouret (1994), Belgisch arts, sekteleider en oprichter van de Orde van de Zonnetempel
- Judas Iskariot (29-33), Joods volgeling van Jezus Christus (volgens het Matteüs-evangelie)
- Junius Annaeus Gallio (±66), Romeins politicus, gedwongen zelfmoord te plegen

## K
- Theodore Kaczynski (2023), Amerikaans activist en seriemoordenaar
- Antonie Kamerling (2010), Nederlands acteur
- Sarah Kane (1999), Brits toneelschrijfster
- Marnix Kappers (2016), Nederlands acteur en presentator
- Theo Kars (2015), Nederlands schrijver en vertaler
- Kagney Linn Karter (2024), Amerikaans pornoactrice
- Nicky Katt (2025), Amerikaans acteur
- Alexander Keith (1875), Canadees crimineel
- Mike Kelley (2012), Amerikaans kunstenaar
- Jiah Khan (2013), Brits-Indiaas actrice
- Margot Kidder (2018), Canadees Amerikaans actrice
- Ernst Ludwig Kirchner (1938), Duits schilder
- Daul Kim (2009), Zuid-Koreaans model
- Kim Sae-ron (2025), Zuid-Koreaans actrice
- Kim Jong-hyun (2017), Zuid-Koreaans zanger
- Dylan Klebold (1999), Amerikaans spreekiller
- Heinrich von Kleist (1811), Duits schrijver en dichter
- Günther von Kluge (1944), Duits generaal
- Sándor Kocsis (1979), Hongaars voetballer
- Hannelore Kohl (2001), vrouw van voormalig Duits kanselier Helmut Kohl
- Lawrence Kohlberg (1987), Amerikaanse psycholoog
- Sjoerd Kooistra (2010), Nederlands horecaondernemer
- Roeslana Korsjoenova (2008), Kazachs model
- Fumimaro Konoe (1945), Japans oorlogsmisdadiger
- Jerzy Kosinski (1991), Pools-Amerikaans schrijver
- Hans Krebs (generaal) (1945), Duits generaal
- Tim Kretschmer (2009), Duits oud-leerling die twaalf personen op zijn voormalige school en vervolgens drie personen daarbuiten doodschoot
- Tjakko Kuiper (1927), Nederlands zanger die eerst Jean-Louis Pisuisse en Jenny Gilliams dood schoot daarna zichzelf

## L
- Andrew Lange (2010), Amerikaans astrofysicus
- Jan de Lange (2014), Nederlands aristocraat en ondernemer
- Erik Latour (2004), Nederlands televisieproducent
- Brian Lawler (2018), Amerikaans worstelaar
- Adam Ledwoń (2008), Pools-Duits voetballer
- Wilhelm Lehmbruck (1919), Duits beeldhouwer
- Sascha Lewandowski (2016), Duits voetbaltrainer
- Meriwether Lewis (1809), Amerikaans ontdekkingsreiziger, militair en politicus
- Robert Ley (1945), Duits nazipoliticus en oorlogsmisdadiger
- Mikael Ljungberg (2004), Zweeds worstelaar
- Michael Lockwood (2003), Amerikaans worstelaar
- Jack London (1916), Amerikaans romanschrijver
- Frans Van Looy (2019), Belgisch wielrenner
- Sergi López Segú (2006), Spaans voetballer
- Ilona Lucassen (2020), Nederlands judoka

## M
- Billy Mackenzie (1997), Schots zanger
- Mădălina Manole (2010), Roemeens popzangeres
- Richard Manuel (1986), Canadees rockzanger, pianist en songwriter
- Fien de la Mar (1965), Nederlands actrice en cabaretière
- Harry Martinson (1978), Zweeds schrijver, naar aanleiding van kritiek op zijn Nobelprijs
- John Massis (1988), Belgisch krachtpatser
- John McAfee (2021), Brits-Amerikaans software-ontwikkelaar
- Mindy McCready (2013), Amerikaans countryzangeres
- Susannah McCorkle (2001), Amerikaans jazzzangeres
- Alexander McQueen (2010), modeontwerper
- Ariane Meijer (2015), Nederlands model, actrice, presentatrice, schrijfster en jurist
- Coco de Meyere (2011), Nederlands styliste
- Maximianus (310), Romeins ex-keizer
- Adolf Merckle (2009), Duits industrieel en miljardair
- Minamoto no Yoshitsune (1189), Japans generaal
- Dave Mirra (2016), Amerikaans BMX'er en zakenman
- Yukio Mishima (1970), Japans romanschrijver, pleegde ritueel seppuku
- Mithridates VI van Pontus (63 v.Chr.), koning van Pontus
- Marilyn Monroe (1962), Amerikaans actrice
- Roh Moo-hyun (2009), president van Zuid-Korea
- Miljan Mrdaković (2020), Servisch voetballer
- Ona Munson (1955), Amerikaans actrice

## N
- Ebrahim Nabavi (66), Iraans schrijver, journalist en satiricus
- Nero (68), Romeins keizer
- Moerat Nasyrov (2007), Russisch zanger
- Young Noble (2025), Amerikaans rapper

## O
- Luis Ocaña (1994), Spaans wielrenner en Tour de France-winnaar
- Phil Ochs (1976), Amerikaans zanger
- Mălina Olinescu (2011), Roemeens zangeres
- Lembit Oll (1999), Estisch schaker
- Johan Ooms (2020), Nederlands acteur
- Janet Ossebaard (2023), Nederlands documentairemaker, auteur, graancirkelonderzoeker

## P
- Rolph Pagano (2010), Nederlands televisiepresentator, schrijver, uitgever, personal coach
- Ali-Reza Pahlavi (2011), Iraans prins
- Jan Palach (1969), Tsjecho-Slowaaks student, stak zichzelf in het openbaar in brand
- Stephanie Parker (2009), Brits actrice
- Violeta Parra (1967), Chileens folkloriste en beeldend kunstenaar
- Ines Paulke (2010), Duits rockzangeres, gas opzettelijk auto ingeleid
- Cesare Pavese (1950), Italiaans schrijver en dichter
- Phasaël I (40 v.Chr.), bestuurder van Jeruzalem, broer van koning Herodes I
- Frank Pepermans (1976), Belgisch industrieel, verwikkeld in het RTT-schandaal
- Jeret Peterson (2011), Amerikaans freestyleskiër
- Ali-Reza Pahlavi (2011), Iraans prins
- Lil Peep (2017), Amerikaans rapper
- Justin Pierce (2000), Brits-Amerikaanse acteur
- H. Beam Piper (1964), Amerikaans schrijver van sciencefictionboeken
- Luigi Pistilli (1996), Italiaans acteur
- Sylvia Plath (1963), Amerikaans dichter en schrijver van The Bell Jar
- Derrick Plourde (2005), Amerikaans muzikant, drummer en kunstenaar
- Boris Poego (1991), Russisch politicus
- Sieb Posthuma (2014), Nederlands tekenaar, illustrator en schrijver
- Slobodan Praljak (2017), Kroatisch militair en oorlogsmisdadiger
- Wolfgang Přiklopil (2006), Oostenrijks ontvoerder
- Ptolemaeus van Cyprus (58 v.Chr.), koning van Cyprus

## Q
- Benny Quick (1999), Duits pop- en schlagerzanger

## R
- Ferdinand Raimund (1836), Oostenrijks toneelschrijver
- Sushant Singh Rajput (2020), Indiaas acteur
- František Rajtoral (2017), Tsjechisch voetballer
- Anil Ramdas (2012), Surinaams-Nederlands presentator en journalist
- David Rappaport (1990), Brits acteur
- Carlos Roberto Reina (2003), Hondurees politicus en oud-president
- Ren Hang (2017), Chinees kunstfotograaf
- Jean-Marc Renard (2008), Belgisch bokser
- Artūras Rimkevičius (2019), Litouws voetballer
- Waldo de los Ríos (1977), Argentijns componist en dirigent
- Antonieta Rivas Mercado (1931), Mexicaans intellectueel
- Johann Robeck (1735), Zweeds theoloog en zelfmoord-apologeet
- Dale Roberts (2010), Brits voetbaldoelman
- Piet Rombout (1945), Nederlandse verzetsstrijder
- Erwin Rommel (1944), Duits veldmaarschalk, onder dwang
- Mark Rothko (1970), Amerikaans kunstschilder
- Rudolf van Oostenrijk (1889), kroonprins van Oostenrijk-Hongarije
- Ruben Rozendaal (2017), Surinaams militair
- Michael Ruppert (2014), Amerikaans narcoticarechercheur, uitgever
- Jakub Jan Ryba (1815), Tsjechisch componist

## S
- Saul (11e eeuw v.Chr.), eerste koning van de Israëlieten
- Gunter Sachs (2011), Duits-Zwitsers ondernemer, kunstverzamelaar, fotograaf, filmmaker en schrijver
- Emilio Salgari (1911), Italiaans schrijver
- Mark Salling (2018), Amerikaans acteur en zanger
- Johanna Sällström (2007), Zweeds actrice
- Ramón Sampedro (1998), Spaanse pro-euthanasieactivist
- George Sanders (1972), Brits acteur
- Nick Santino (2012), Amerikaans acteur
- Alberto Santos-Dumont (1932), Braziliaans luchtvaartpionier
- Robert Sassone (2016), Frans wielrenner
- Kim Savéus (2008), Zweedse balletdanser
- Jan van Schaffelaar (1482), Nederlands aanvoerder bij belegering van de toren van Barneveld
- Victor Van Schil (2009), Belgisch profwielrenner
- Wilhelm Schippers (2006), Nederlands crimineel
- Jules Schmalzigaug (1917), Belgisch kunstschilder
- Annie M.G. Schmidt (1995), Nederlands schrijfster
- Jan Peter Schmittmann (2014), Nederlands bankier
- Romy Schneider (1982), Oostenrijks actrice
- Karel Schoeman (2017), Zuid-Afrikaans schrijver
- Ingo Schwichtenberg (1995), Duits drummer van de band Helloween
- Tony Scott (2012), Brits filmregisseur van onder andere Top Gun
- Jean Seberg (1979), Amerikaans actrice
- Seneca (65), Romeins schrijver, filosoof en politicus, pleegde zelfmoord op bevel van keizer Nero
- Del Shannon (1990), Amerikaans zanger
- Mark Sheridan (1918), Brits zanger en komiek
- Harold Shipman (2004), Brits dokter die meer dan 250 van zijn patiënten doodde
- Everett Sloane (1965), Amerikaans acteur
- Jimmy Smet (2012), Belgisch voetballer
- Elliott Smith (2003), Amerikaans singer-songwriter, verwondde zichzelf dodelijk met een mes, alhoewel sommigen aan die lezing twijfelen
- Socrates (399 v.Chr.), Grieks filosoof, werd veroordeeld tot het drinken van de gifbeker
- Sœur Sourire (Jeanine Deckers) (1985), Belgisch kloosterzuster en zingende non, zong Dominique, nique, nique
- Kate Spade (2018), Amerikaanse modeontwerper
- Gary Speed (2011), Brits voetballer en voetbaltrainer, bondscoach van Wales
- Mark Speight (2008), Brits televisiepresentator
- Jan van Speijk (1831), Nederlands kanonneerbootcommandant
- Marek Špilár (2013), Slowaaks voetballer
- Nicolas de Staël (1955), Russisch-Frans schilder
- Frans Stapert (2002), Nederlands uitgever en vertaler
- Steve Stevaert (2015), Belgisch politicus (waarschijnlijk zelfdoding)
- Inger Stevens (1970), Zweeds-Amerikaans actrice
- Adalbert Stifter (1868), Oostenrijks schrijver
- Darren Sutherland (2009), Iers bokser
- Aaron Swartz (2013), Amerikaans computerprogrammeur, schrijver en internetactivist
- Sawyer Sweeten (2015), Amerikaans kindacteur

## T
- Victor Tausk (1919), Oostenrijks-Hongaars psycho-analyticus
- Pál Teleki (1941), Hongaars politicus
- Henk Tennekes (2020), Nederlands toxicoloog
- Nanne Tepper (2012), Nederlands schrijver
- Hunter S. Thompson (2005), Amerikaans schrijver
- Ivan Todorov-Goroenja (1965), Bulgaars generaal en politicus
- Ernst Toller (1939), Duits schrijver
- Theobald Wolfe Tone (1798), Iers nationalist
- Hans van Tongeren (1982), Nederlands filmacteur
- Carlo Tonon (1996), Italiaans wielrenner
- Jaime Torres Bodet (1974), Mexicaans politicus, diplomaat en schrijver
- James Tiptree jr. (1987), Amerikaans schrijfster
- Verne Troyer (2018), Amerikaans acteur en stuntman
- Marina Tsvetajeva (1941), Russische dichteres en schrijfster
- Alan Turing (1954), Brits wiskundige en informaticus

## U
- Marc van Uchelen (2013), Nederlands acteur
- Ernst Udet (1941), Duits luchtacrobaat en hoofd van de Luftwaffe
- Jack Unterweger (1994), Oostenrijks seriemoordenaar

## V
- Edwin Valero (2010), Venezolaans bokser en moordenaar
- Reiky de Valk (2023), Nederlands acteur
- John Van Denburgh (1924), Amerikaans arts en herpetoloog
- Alain Van der Biest (2002), Belgisch politicus
- Peter van Eyck (1969), Nederlands-Brits filmacteur
- Getúlio Vargas (1954), Braziliaans dictator
- Ben Vautier (2024), Frans kunstenaar
- Publius Quinctilius Varus (9), Romeins generaal
- François Vatel (1671), Franse maître d'hotel en intendant
- Adriaan Venema (1993), Nederlands schrijver en journalist
- Dominique Venner (2013), Frans geschiedkundige en schrijver
- Theo Verbey (2019), Nederlands componist
- Inge Vermeulen (2015), Nederlands hockeyinternational
- Barth Verschaeren (1946), Belgisch kunstschilder
- Marie von Vetsera (1889), maîtresse van Rudolf van Oostenrijk
- Maura Viceconte (2019), Italiaans atlete
- Sid Vicious (1979), bassist van de Sex Pistols
- Waldemar Victorino (2023), Uruguayaans voetballer
- Pierre de Villeneuve (1806), Frans admiraal
- Hervé Villechaize (1993), Frans acteur
- Désirée Viola (2018), Belgisch actrice, danseres en model
- Tristan van der Vlis (2011), Nederlands massamoordenaar
- Ella Vogelaar (2019), Nederlands politica
- Chris Von Erich (1991), Amerikaans professioneel worstelaar

## W
- David Foster Wallace (2008), Amerikaans schrijver
- Eric Wauters (1999), Belgisch ruiter
- Bob Welch (2012), Amerikaans muzikant en songwriter
- Vince Welnick (2006), Amerikaans keyboardspeler
- Margot Werner (2012), Oostenrijks balletdanseres, zangeres en actrice
- Wayne Westner (2017), Zuid-Afrikaans golfer
- Paul Williams (1973), zanger van The Temptations
- Robin Williams (2014), Amerikaans komiek en acteur
- Sue Williams (1969), Amerikaans actrice en model
- Wendy O. Williams (1998), Amerikaans zangeres (Plasmatics)
- Anna Agnes Witsen (1889), Nederlandse zangeres
- Frank Wolff (1971), Amerikaans acteur
- Francesca Woodman (1981), Amerikaans fotografe
- Virginia Woolf (1941), Brits romanschrijfster
- Shannon Wilsey (1994), Amerikaans pornoactrice

## X
- Liu Xin (23 na Chr.), Chinees astronoom en archivaris, gedwongen

## Y
- Faron Young (1996), Amerikaans countryzanger
- Gig Young (1978), Amerikaans acteur
- Yasmine (2009), Vlaams zangeres en presentatrice
- Lee Thompson Young (2013), Amerikaans acteur

## Z
- Karl Zech (1944), Duits oorlogsmisdadiger
- Bernd Alois Zimmermann (1970), Duits componist
- Joost Zwagerman (2015), Nederlands schrijver, essayist, dichter en presentator
- Stefan Zweig (1942), Oostenrijks schrijver